# Réorganisation des corps d'infanterie français (1887)
Pour les articles homonymes, voir Réorganisation des corps d'infanterie français et Amalgame.
La loi du 25 juillet 1887 réorganise les corps de l'armée française en transformant les 144 régiments d'infanterie et les 30 bataillons de chasseurs à pied et en créant 18 nouveaux régiments d'infanterie.

## Historique
La loi du 13 mars 1875 relative à l'organisation de l'infanterie, créait 144 régiments de ligne de 4 bataillons chacun, plus deux compagnies de dépôt, et 30 bataillons de chasseurs à pied de 5 compagnies chacun, dont une de dépôt.
 Ces troupes se recrutaient dans
les 144 subdivisions de régions, à raison d'un régiment par subdivision.

## Loi du25 juillet 1887
La loi du 25 juillet 1887 supprime les compagnies de dépôt des 144 régiments d'infanterie et des 30 bataillons de chasseurs à pied ; elle supprime de même les quatrièmes bataillons des 144 régiments. Ainsi, ces régiments ne se composent désormais que de trois bataillons, dont le recrutement par subdivisions de région est maintenu.
La loi crée ensuite dix-huit nouveaux régiments d'infanterie, également à raison de trois bataillons chacun, recrutés sur l'ensemble de la région militaire (d'où leur surnom de « régiment régionaux ») et affectés aux places fortes pour servir à la défense mobile. Ces dix-huit régiments qui ont été définitivement formés le 1er octobre et qui se numérotent de 145 à 162, occupent les emplacements suivants : 
- 145e régiment d'infanterie, formé à 3 bataillons provenant des 1er régiment d'infanterie, 40e régiment d'infanterie et 84e régiment d'infanterie, à Maubeuge ;
- 146e régiment d'infanterie, formé à 3 bataillons provenant des 51e régiment d'infanterie, 67e régiment d'infanterie et 72e régiment d'infanterie, à Toul ;
- 147e régiment d'infanterie, formé à 3 bataillons provenant des 24e régiment d'infanterie, 43e régiment d'infanterie et 132e régiment d'infanterie, à Verdun ;
- 148e régiment d'infanterie, formé à 3 bataillons provenant des 51e régiment d'infanterie, 82e régiment d'infanterie et 87e régiment d'infanterie, à Verdun ;
- 149e régiment d'infanterie, formé à 3 bataillons provenant des 4e régiment d'infanterie, 113e régiment d'infanterie et 138e régiment d'infanterie, à Épinal ;
- 150e régiment d'infanterie, formé à 3 bataillons provenant des 63e régiment d'infanterie, 66e régiment d'infanterie et 85e régiment d'infanterie, à Verdun ;
- 151e régiment d'infanterie, formé à 3 bataillons provenant des 44e régiment d'infanterie, 90e régiment d'infanterie et 131e régiment d'infanterie, à Belfort ;
- 152e régiment d'infanterie, formé à 3 bataillons provenant des 27e régiment d'infanterie, 56e régiment d'infanterie et 134e régiment d'infanterie, à Épinal ;
- 153e régiment d'infanterie, formé à 3 bataillons provenant des 2e régiment d'infanterie, 19e régiment d'infanterie et 114e régiment d'infanterie, à Paris ;
- 154e régiment d'infanterie, formé à 3 bataillons provenant des 41e régiment d'infanterie, 47e régiment d'infanterie et 70e régiment d'infanterie, à Commercy ;
- 155e régiment d'infanterie, formé à 3 bataillons provenant des 64e régiment d'infanterie, 65e régiment d'infanterie et 118e régiment d'infanterie, à Lérouville ;
- 156e régiment d'infanterie, formé à 3 bataillons provenant des 101e régiment d'infanterie, 125e régiment d'infanterie et 135e régiment d'infanterie, à Toul ;
- 157e régiment d'infanterie, formé à 3 bataillons provenant des 78e régiment d'infanterie, 105e régiment d'infanterie et 121e régiment d'infanterie, à Lyon ;
- 158e régiment d'infanterie, formé à 3 bataillons provenant des 32e régiment d'infanterie, 96e régiment d'infanterie et 140e régiment d'infanterie, à Briançon ;
- 159e régiment d'infanterie, formé à 3 bataillons provenant des 40e régiment d'infanterie, 55e régiment d'infanterie et  111e régiment d'infanterie, à Nice ;
- 160e régiment d'infanterie, formé à 3 bataillons provenant des 12e régiment d'infanterie, 17e régiment d'infanterie et 143e régiment d'infanterie à Perpignan ;
- 161e régiment d'infanterie, formé à 3 bataillons provenant des 80e régiment d'infanterie, 133e régiment d'infanterie et  139e régiment d'infanterie, à Lyon ;
- 162e régiment d'infanterie, formé à 3 bataillons provenant des 5e régiment d'infanterie, 25e régiment d'infanterie et  62e régiment d'infanterie, à Paris.

Pour organiser ces régiments, les bataillons furent pris, principalement, sur les 144 quatrièmes bataillons supprimés.
Quant aux bataillons de chasseurs à pied, la majoration des effectifs s'est opérée comme suit : 

dans 90 régiments, par la fusion dans les trois bataillons maintenus, des hommes du quatrième, supprimé. 

Dans les 72 autres régiments, soit 54 anciens et 18 nouveaux, par l'introduction dans les régiments des hommes des 288 compagnies de dépôt. 

Enfin, dans les bataillons de chasseurs, par l'incorporation des hommes de la cinquième compagnie ou compagnie de dépôt supprimée, dans les quatre compagnies maintenues. 
Dès lors, au lieu de 80 hommes, les compagnies d'infanterie en comptent 125 et celles de chasseurs 133.

12 bataillons de chasseurs à pied sont spécialisés au service alpin qui exige six compagnies par bataillon, de manière à pouvoir opposer 72 compagnies françaises aux 75 compagnies italiennes. Ainsi :
- le 6e bataillon de chasseurs à pied devient le 6e bataillon de chasseurs alpins ;
- le 7e bataillon de chasseurs à pied devient le 7e bataillon de chasseurs alpins ;
- le 11e bataillon de chasseurs à pied devient le 11e bataillon de chasseurs alpins ;
- le 12e bataillon de chasseurs à pied devient le 12e bataillon de chasseurs alpins ;
- le 13e bataillon de chasseurs à pied devient le 13e bataillon de chasseurs alpins ;
- le 14e bataillon de chasseurs à pied devient le 14e bataillon de chasseurs alpins ;
- le 22e bataillon de chasseurs à pied devient le 22e bataillon de chasseurs alpins ;
- le 23e bataillon de chasseurs à pied devient le 23e bataillon de chasseurs alpins ;
- le 24e bataillon de chasseurs à pied devient le 24e bataillon de chasseurs alpins ;
- le 27e bataillon de chasseurs à pied devient le 28e bataillon de chasseurs alpins ;
- le 30e bataillon de chasseurs à pied devient le 30e bataillon de chasseurs alpins.

## Cavalerie
- Réorganisation des corps de cavalerie français (1887)

## Sources et bibliographie
- Charles Thoumas : Les transformations de l'Armée française : essais d'histoire et de critique sur l'état militaire de la France
- Émile Simond : Historique des nouveaux régiments créés par la loi du 25 juillet 1887
- Jean Hanoteau et Émile Bonnot : Bibliographie des historiques des régiments français
- Historiques des corps de troupe de l'armée française (1569-1900)